# Norrbotten
Norrbotten is een landschap in het Noord-Zweedse landsdeel Norrland. Het heeft een oppervlakte van 26.671 km² en grenst in het zuiden aan Västerbotten, in het westen aan het Zweedse landschap Lapland en in het oosten aan Finland. Het hoort bij de huidige bestuurlijke indeling tot Norrbottens län. De stroomversnelling Storforsen bevindt zich in Norrbotten.

## Steden
1. Luleå 79.244
2. Piteå 42.362
3. Boden 28.048

Ångermanland · Blekinge · Bohuslän · Dalarna · Dalsland · Gästrikland · Gotland · Halland · Hälsingland · Härjedalen · Jämtland · Lapland · Medelpad · Närke · Norrbotten · Öland · Östergötland · Skåne · Småland · Södermanland · Uppland · Värmland · Västerbotten · Västergötland · Västmanland